# Andrena najadana
Andrena najadana är en biart som beskrevs av Warncke 1975. Andrena najadana ingår i släktet sandbin, och familjen grävbin. Inga underarter finns listade i Catalogue of Life.